# 出羽柵
出羽柵（でわのき/いではのき/でわのさく）は、現在の山形県庄内地方（城輪柵跡か）、のち秋田県秋田市付近（=秋田城）にあった日本の古代城柵。

## 歴史・沿革

### 飛鳥時代末から奈良時代
文献上の初見は続日本紀の709年（和銅2）7月1日「蝦夷征討のため、諸国に命じ、兵器を出羽柵へ運搬した」という内容の記事である。これにより、709年以前から出羽柵が存在したことが判る。
当時の中央政府は、東北地方の蝦夷征服活動を進めており、日本海沿岸方面では、708年（和銅1）越後国に出羽郡がたてられた後、712年（和銅5）出羽国が置かれた。出羽郡設置の前後に出羽柵が設けられ、これにより蝦夷征服の拠点が確保され、出羽国へ昇格する契機となったものと考えられている。設置当初の出羽国の国府機能は、出羽柵が果たしていたようである。当時、陸奥や出羽に置かれた「柵」は、城柵であると同時に、その周辺地域を統治する行政機関としても機能していた。
続日本紀には、714年（和銅7）に尾張・上野・信濃・越後等から200戸を出羽柵へ移住させたこと、その後も716年に信濃・上野・越前・越後から各100戸、717年にも信濃・上野・越前・越後から各100戸、719年には東海道・東山道・北陸道から200戸を出羽柵へ入植させたことが見える。柵戸の出羽国への移住は総計で1300戸におよんだ。柵戸は公民身分である。
これらは、蝦夷を教化し、出羽国の開発・開拓を促進するために行われたものであり、また、律令制支配を辺境部にまで徹底し、城柵への兵士の供給源とした。
秋田県へ移設される前の出羽柵は庄内地方（山形県沿海部）、赤川の河口と羽黒山の中間地域に設置されたとも見られるが、詳しい所在地は不明である。
733年（天平5）12月26日、出羽柵は秋田村高清水岡（秋田県秋田市）へ移設された（続日本紀）。これに伴って出羽国府も秋田へ移されたのかについては諸説あるが、考古発掘によれば8世紀後半に秋田へ国府が移されていたと推測される。760年頃、出羽柵は秋田城へと改変され（大日本古文書『丸部足人解』）、この後、出羽柵の名は史上に現れなくなった。
その後、蝦夷の反乱が相次ぎ、秋田城から出羽国府が移設されたが、その有力な候補として現在考えられているのが、昭和6年に現在の酒田市城輪で発見された城輪柵（きのわのき）である。

## 考古資料
城輪柵は発掘調査の結果、一辺約720m、約52haの城域を持つことが判明した。

## 復元
政庁の南門、東門と築地塀の一部が復元されている。